# 打纸

使用一張方形紙折疊打纸。如果紙沒有裁剪，則需要兩張紙

打畫片（：／）是由兩個或更多玩家玩的韓國兒童遊戲，遊戲場地通常在院子裡或空地上。最常見玩法的有兩種：第一種與翁仔標類似，是將攻擊者的打纸擊中以翻轉防守者放在地板的打纸，第二種是畫一圈界線，把對手的打纸打出界線外即可獲勝，贏家可以拿走其他玩家的畫片。

## 其它原料
打畫片也會用橡膠或軟塑料製成。它以寶可夢系列等各種角色的形狀製成。在某些情況下，添加了塑化劑，引起了爭議。

## 流行文化
廣受歡迎的韓國綜藝節目《Running Man》偶爾會在其任務中以打畫片為特色。
該遊戲還出現在Netflix的韓國電視連續劇《魷魚遊戲》的第一集中。